# Talbingo-Talsperre
Die Talbingo-Talsperre ist die größte Talsperre in den Snowy Mountains in Australien. Die Talsperre steht am Tumut River in New South Wales bei Talbingo. Das angeschlossene Wasserkraftwerk ist das größte im Snowy-Mountains-Wasserkraftkomplex. Der Staudamm ist ein Felsschüttdamm und 162 Meter hoch mit einem geneigten Kern aus Lehm an der Wasserseite zur Abdichtung. Als die Talsperre 1971 gebaut wurde, war sie die höchste in Australien. Heute ist sie die dritthöchste nach der Thomson-Talsperre und der Dartmouth-Talsperre.